# تپه قلعه ترشاب
تپه قلعه ترشاب در شهرستان خاش، بخش مرکزی، دهستان سنگان، ۵۰۰ متری شرق روستای ترشاب واقع شده و این اثر در تاریخ ۲ مرداد ۱۳۸۷ با شمارهٔ ثبت ۲۳۰۶۰ به‌عنوان یکی از آثار ملی ایران به ثبت رسیده‌است.